# Rhynchosia acuminatissima
Rhynchosia acuminatissima är en ärtväxtart som beskrevs av Friedrich Anton Wilhelm Miquel. Rhynchosia acuminatissima ingår i släktet Rhynchosia och familjen ärtväxter. Inga underarter finns listade i Catalogue of Life.